# Liam Broady
Liam Broady (* 4. Januar 1994 in Stockport) ist ein britischer Tennisspieler aus England.

## Karriere
2011 erreichte Broady beim Juniorenturnier in Wimbledon das Finale, wo er dem Australier Luke Saville unterlag. Er erreichte Platz 2 der Junior-Weltrangliste.
Broady gewann auf der drittklassigen ITF Future Tour bislang 3 Titel im Einzel und 12 Titel im Doppel. 2012 erhielt er eine Wildcard für sein erstes ATP-World-Tour-Hauptfeld bei den AEGON Championships 2012 im Queen’s Club, wo er in der ersten Runde Gilles Müller unterlag. Ebenfalls mit einer Wildcard startete er mit seinem Doppelpartner Oliver Golding im selben Jahr in Wimbledon in der Doppelkonkurrenz. Bei seiner Grand-Slam-Premiere verloren sie ihr Auftaktmatch. 2013 Bei seinem zweiten Auftritt in einem Turnier der World Tour scheiterte Broady in der Qualifikation in Eastbourne an Martín Alund in der zweiten Qualifikationsrunde.

## Persönliches
Seine Schwester Naomi Broady (* 1990) war ebenfalls als Tennisspielerin aktiv.

## Erfolge
| Legende (Anzahl der Siege)  |
| Grand Slam                  |
| ATP World Tour Finals       |
| ATP World Tour Masters 1000 |
| ATP World Tour 500          |
| ATP World Tour 250          |
| ATP Challenger Tour (3)     |

### Einzel

#### Turniersiege
| Nr. | Datum              | Turnier | Belag         | Finalgegner        | Ergebnis |
| --- | ------------------ | ------- | ------------- | ------------------ | -------- |
| 1.  | 26. September 2021 | Biel    | Hartplatz (i) | Marc-Andrea Hüsler | 7:5, 6:3 |
| 2.  | 12. Februar 2023   | Vilnius | Hartplatz (i) | Zdeněk Kolář       | 6:4, 6:4 |

### Doppel

#### Turniersiege
| Nr. | Datum         | Turnier  | Belag | Partner      | Finalgegner                     | Ergebnis         |
| --- | ------------- | -------- | ----- | ------------ | ------------------------------- | ---------------- |
| 1.  | 10. Juni 2023 | Surbiton | Rasen | Jonny O’Mara | Alexei Popyrin Aleksandar Vukic | 6:4, 5:7, [10:8] |

## Abschneiden bei Grand-Slam-Turnieren

### Herreneinzel
| Turnier         | 2011 | 2012 | 2013 | 2014 | 2015 | 2016 | 2017 | 2018 | 2019 | 2020 | 2021 | 2022 | 2023 | Karriere |
| --------------- | ---- | ---- | ---- | ---- | ---- | ---- | ---- | ---- | ---- | ---- | ---- | ---- | ---- | -------- |
| Australian Open | —    | —    | —    | —    | Q3   | —    | —    | Q1   | —    | Q1   | Q1   | 1    | Q1   | 1        |
| French Open     | —    | —    | —    | —    | Q1   | —    | —    | Q1   | —    | 1    | Q2   | Q2   | Q2   | 1        |
| Wimbledon       | Q2   | Q1   | —    | —    | 2    | 1    | Q2   | 1    | Q3   |      | 2    | 3    | 3    | 3        |
| US Open         | —    | —    | —    | —    | Q1   | —    | —    | Q2   | —    | —    | Q2   | Q2   | Q3   | —        |

Zeichenerklärung: S = Turniersieg; F, HF, VF, AF = Einzug ins Finale / Halbfinale / Viertelfinale / Achtelfinale; 1, 2, 3 = Ausscheiden in der 1. / 2. / 3. Hauptrunde; Q1, Q2, Q3 = Ausscheiden in der 1. / 2. / 3. Qualifikationsrunde; nicht ausgetragen

### Junioreneinzel
| Turnier         | 2009 | 2010 | 2011 | 2012 | Karriere |
| --------------- | ---- | ---- | ---- | ---- | -------- |
| Australian Open | —    | —    | —    | 2    | 2        |
| French Open     | —    | —    | —    | AF   | AF       |
| Wimbledon       | 1    | 2    | F    | AF   | F        |
| US Open         | —    | —    | AF   | F    | F        |

### Juniorendoppel
| Turnier         | 2009 | 2010 | 2011 | 2012 | Karriere |
| --------------- | ---- | ---- | ---- | ---- | -------- |
| Australian Open | —    | —    | —    | S    | S        |
| French Open     | —    | —    | —    | VF   | VF       |
| Wimbledon       | 1    | S    | HF   | AF   | S        |
| US Open         | —    | —    | VF   | VF   | VF       |